# Fila Fresh Crew

## História
O The Fila Fresh Crew foi formado por 3 amigos de Dallas, Doc-T (que logo iria se chamar de The D.O.C.), Dr. Rock e Fresh-K , onde começaram em 1987 com o álbum N.W.A. and the Posse, com o qual obtiveram um Disco de Ouro. Em 1988 eles lançam o Tuffest Man Alive, que tinha o grande single I Hate to go Work, escrita por D.O.C Mais tarde, The D.O.C. sai e lança seu álbum solo em 1989 o No One Cant Do It Better e participa das gravações do Straight Outta Compton, e Fresh-K tambem sai. Assim, em 1991, Dr. Rock vai para a Par Records lançar o último álbum do grupo, o Taking Charge, com as produções do ex-membro The D.O.C..

## Membros
- Dr.Rock
- The D.O.C.
- Fresh-K

### Álbuns de estúdio
- 1987 - N.W.A. and the Posse(  Ouro)
- 1988 - Tuffest Man Alive(  Platina)
- 1991 - Taking Charge(  Ouro)